# Coupe de France masculine de handball 2000-2001
Navigation
Coupe de France 1999-2000 Coupe de France 2001-2002
La coupe de France masculine de handball 2000-2001 est la 19e édition de la compétition. Elle est a priori destinée à tous les clubs masculins évoluant dans les quatre divisions nationales : N2, N1, D2 et D1
La finale, disputée le 30 juin 2001 au stade Pierre-de-Coubertin à Paris, a vu le Montpellier Handball remporter sa troisième coupe de France de suite s'imposant face au Paris Handball.

## Résultats

### Tours préliminaires
Les tours préliminaires voient l'entrée progressive des clubs de N2, de N1 et de D2

### Seizièmes de finale
Ce tour marque l'entrée des clubs de D1 à l'exception de Montpellier, Chambéry, Toulouse et le Paris-SG qui entrent directement en huitièmes de finale :
- 10 février 2001 : Villeurbanne HBA (D2) 26 - 25 Istres Sports
- 10 février 2001 : Hazebrouck HB 71 (N2) 19 - 14 Grenoble St-Martin-d'Hères GUC (N1)
- 10 février 2001 : Saint-Malo (N2) 19 - 24 US Dunkerque HB
- 10 février 2001 : Rodez (N1) 17 - 27 US Créteil
- 10 février 2001 : ES Besançon (D2) 25 - 26 GFCO Ajaccio
- 10 février 2001 : Aix UC (D2) 15 - 26 US Ivry
- 10 février 2001 : SC Sélestat  26 - 28 AC Boulogne-Billancourt
- 10 février 2001 : HBC Villefranche-en-Beaujolais (D2) 22 - 29 UMS Pontault-Combault
- 10 février 2001 : Valence Handball (N1) 22 - 20 HBC Villeneuve d'Ascq (D2)
- 11 février 2001 : USAM Nîmes Gard (D2) 22 - 19 Villemomble Handball (D2)
- 11 février 2001 : Angers Noyant Handball  21 - 27 Girondins de Bordeaux HBC
- 11 février 2001 : HBC Nantes (N1) 18 - 20 OC Cesson (D2)

### Huitièmes de finale
- 13 juin 2001 : PSG-Asnières 28 - 25 Toulouse Handball
- 13 juin 2001 : Hazebrouck HB 71 (N2) - 35 - 34ap GFCO Ajaccio
- 13 juin 2001 : UMS Pontault-Combault 26 - 38 US Créteil
- 13 juin 2001 : OC Cesson (D2) 19 - 33 SO Chambéry
- 13 juin 2001 : US Ivry 32 - 33ap US Dunkerque HB
- 13 juin 2001 : Girondins de Bordeaux HBC 29 - 25 AC Boulogne-Billancourt
- 13 juin 2001 : Valence Handball (N1) 14 - 30 Montpellier Handball
- 13 juin 2001 : Villeurbanne HBA (D2) 35 - 36ap USAM Nîmes Gard (D2)

### Quarts de finale
- 16 juin 2001 : SO Chambéry 23 - 26 US Créteil
- 16 juin 2001 : Girondins de Bordeaux HBC 22 - 38 Montpellier Handball
- 16 juin 2001 : USAM Nîmes Gard (D2) 35-35ap, 3-1tab US Dunkerque HB
- 16 juin 2001 : Hazebrouck HB 71 (N2) 20 - 26 PSG-Asnières

### Demi-finales
- 23 juin 2001 : USAM Nîmes Gard (D2) 13 - 29 Montpellier Handball
- 23 juin 2001 : PSG-Asnières 27 - 26ap (23-23 temps réglementaire) US Créteil

### Finale
| 30 juin 2001 17h30 | Montpellier Handball | 30 - 26  | PSG-Asnières          | Stade Pierre-de-Coubertin, Paris Affluence : 2 200 Arbitrage : François Garcia et Jean-Pierre Moréno |
| 30 juin 2001 17h30 | Jérôme Fernandez 12  | (17 - 7) | Vojinović et Zuniga 5 | Stade Pierre-de-Coubertin, Paris Affluence : 2 200 Arbitrage : François Garcia et Jean-Pierre Moréno |
| 30 juin 2001 17h30 | ×8                   | Handzone | ×6                    | Stade Pierre-de-Coubertin, Paris Affluence : 2 200 Arbitrage : François Garcia et Jean-Pierre Moréno |

Les grandes évolutions du score :
- 1-0 (3e); 1-9 (13e); 2-9 (14e); 3-11 (17e); 6-15 (24e); 7-17 (mi-temps)
- 7-18 (31e); 9-19 (34e); 9-20 (36e); 13-22(39e); 15-22 (42e); 20-24 (47e); 20-25; 21-27 (51e); 24-27 (55e); 25-27 (57e); 25-28 (58e); 26-30 (60e).

## Vainqueur final
| Coupe de France masculine 2000-2001 Montpellier Handball (3e coupe de France) |